# La Jagua de Ibirico (kommun)
La Jagua de Ibirico är en kommun i Colombia.   Den ligger i departementet Cesar, i den norra delen av landet, 600 km norr om huvudstaden Bogotá. Antalet invånare är 22 082.